# Włoskie monety euro

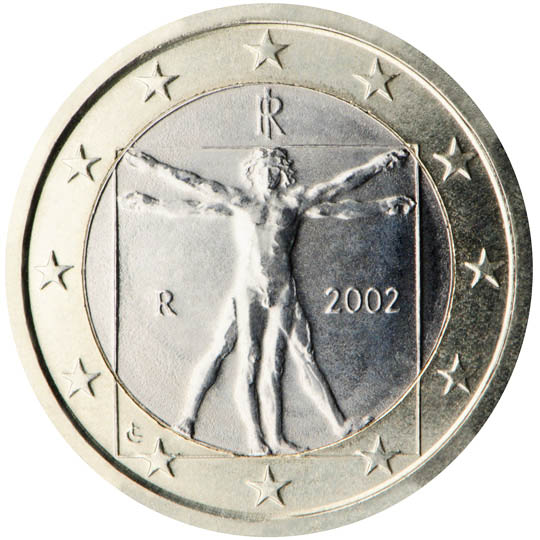
Moneta 1 euro

Awersy włoskich monet euro promują włoską kulturę i nie zawierają żadnych oficjalnych symboli narodowych. Wzorowano się na arcydziełach słynnych artystów oraz zabytkach.
- 2 euro przedstawia portret pisarza Dantego Alighieri, autorstwa Rafaela.
- 1 euro przedstawia Człowieka witruwiańskiego, najsłynniejszą grafikę Leonarda da Vinci, na której przedstawił idealne proporcje ludzkiego ciała.
- 50 centów przedstawia posąg konny rzymskiego cesarza i filozofa Marka Aureliusza.
- 20 centów przedstawia rzeźba futurysty Umberto Boccioniego.
- 10 centów przedstawia detal z obrazu Narodziny Wenus, pędzla Sandro Botticellego.
- 5 centów przedstawia Koloseum w Rzymie.
- 2 centy przedstawia Mole Antonelliana, jeden z symboli Turynu.
- 1 cent przedstawia zamek w Castel del Monte, zaprojektowany w XIII wieku przez Fryderyka II Hohenstaufa.